# 南湾街道 (深圳市)
南湾街道，是中华人民共和国广东省深圳市龙岗区下辖的一个乡镇级行政单位，2006年4月由布吉街道析置。名称由街道内的两个主要地名——南岭和沙湾各取一字而来。

## 行政区划
南湾街道下辖以下地区：
南龙社区、上李朗社区、下李朗社区、厦村社区、宝岭社区、康乐社区、沙湾社区、丹竹头社区、南岭村社区、吉厦社区、沙塘布社区、樟树布社区、丹平社区和南新社区。